# Rivedoux-Plage
Rivedoux-Plage es una comuna francesa situada en el departamento de Charente Marítimo, en la región de Nueva Aquitania. 
Es la comuna más nueva de la isla de Ré, nacida de su separación de Sainte-Marie-de-Ré. Fue constituida como municipio el 11 de marzo de 1928.
Situada en la costa este de la isla, alberga un pequeño puerto. Dos largas playas de arena fina bordean la localidad a ambos lados del pueblo.

## Demografía
| 573 | 635 | 737 | 900 | 1163 | 1754 | 2428 |
| Para los censos de 1962 a 1999 la población legal corresponde a la población sin duplicidades (Fuente: INSEE [Consultar]) |     |     |     |      |      |      |